# Citrus Park (Arizona)
Citrus Park est une census-designated place du comté de Maricopa, dans l'État de l'Arizona, aux États-Unis. En 2020, elle compte une population de 5 194 habitants.